# Saint-Fort-sur-le-Né
Saint-Fort-sur-le-Né – miejscowość i gmina we Francji, w regionie Nowa Akwitania, w departamencie Charente.
Według danych na rok 1990 gminę zamieszkiwały 402 osoby, a gęstość zaludnienia wynosiła 59 osób/km² (wśród 1467 gmin regionu Poitou-Charentes Saint-Fort-sur-le-Né plasuje się na 625. miejscu pod względem liczby ludności, natomiast pod względem powierzchni na miejscu 997.).